# Station Vigneux-sur-Seine
Vigneux-sur-Seine is een station aan lijn D van het RER-netwerk gelegen in de Franse gemeente Vigneux-sur-Seine in het departement Essonne.